# Parc national de Soomaa
Le parc national de Soomaa (estonien : Soomaa rahvuspark) est un parc national du sud-ouest de l'Estonie. Son nom, qui signifie « terre des marécages », est certainement approprié pour le parc, qui est en fait un large complexe (370 km²) de quatre marécages étendus, situés à la captation d'une des plus longues rivières du pays, le fleuve Pärnu.
Le parc est situé sur le versant ouest des collines de Sakala et de la plaine de Pärnu - dans les bassins fluviaux des rivières  Navesti, Halliste et Raudna.
Le trait distinctif du Soomaa est un phénomène décrit comme une cinquième saison, celle des inondations survenant entre l'hiver et le printemps.

## Protection
Soomaa est devenue en 1997 un biotope de CORINE et fut inclus dans la protection des aires naturelles d'Europe.
Depuis le 17 juin 1997, Soomaa fait partie de la convention de Ramsar pour la protection internationale des zones humides.
En 1998, il fut suggéré que le parc soit inclus dans le répertoire du patrimoine mondial de l'UNESCO.

## Faune
Le site abrite régulièrement plus de 1% des individus des populations de cygnes de Bewick et de grues communes, et la composition des espèces d’oiseaux dans ces tourbières, en particulier Kuresoo, est l’une des plus représentatives en Estonie. Les espèces recensées comprennent l’aigle royal, le courlis corlieu (plus de 100 couples), le pluvier doré (environ 150 couples), le bécasseau variable, le faucon émerillon, le lagopède des saules et le busard cendré.
Pendant la migration automnale, c’est un site d’escale et de repos pour les grues communes (environ 1 000) et le cygne de Bewick (environ 500), et pendant la migration printanière, il y a environ 2 000 cygnes de Bewick. Les râles des genêts sont encore nombreux sur les prairies des plaines inondables (50 à 100 couples). C’est une frayère importante pour le grand brochet.
En tant que grande zone sauvage, Soomaa est un sanctuaire et une zone de reproduction pour plusieurs mammifères disparus ou très rares dans d’autres parties de l’Europe. Les espèces de grands mammifères les plus nombreuses sont le chevreuil, le cerf élaphe et le sanglier. Le castor eurasien, le lynx eurasien, le loup gris, l’ours brun, la loutre sont également couramment trouvés.

## Galerie

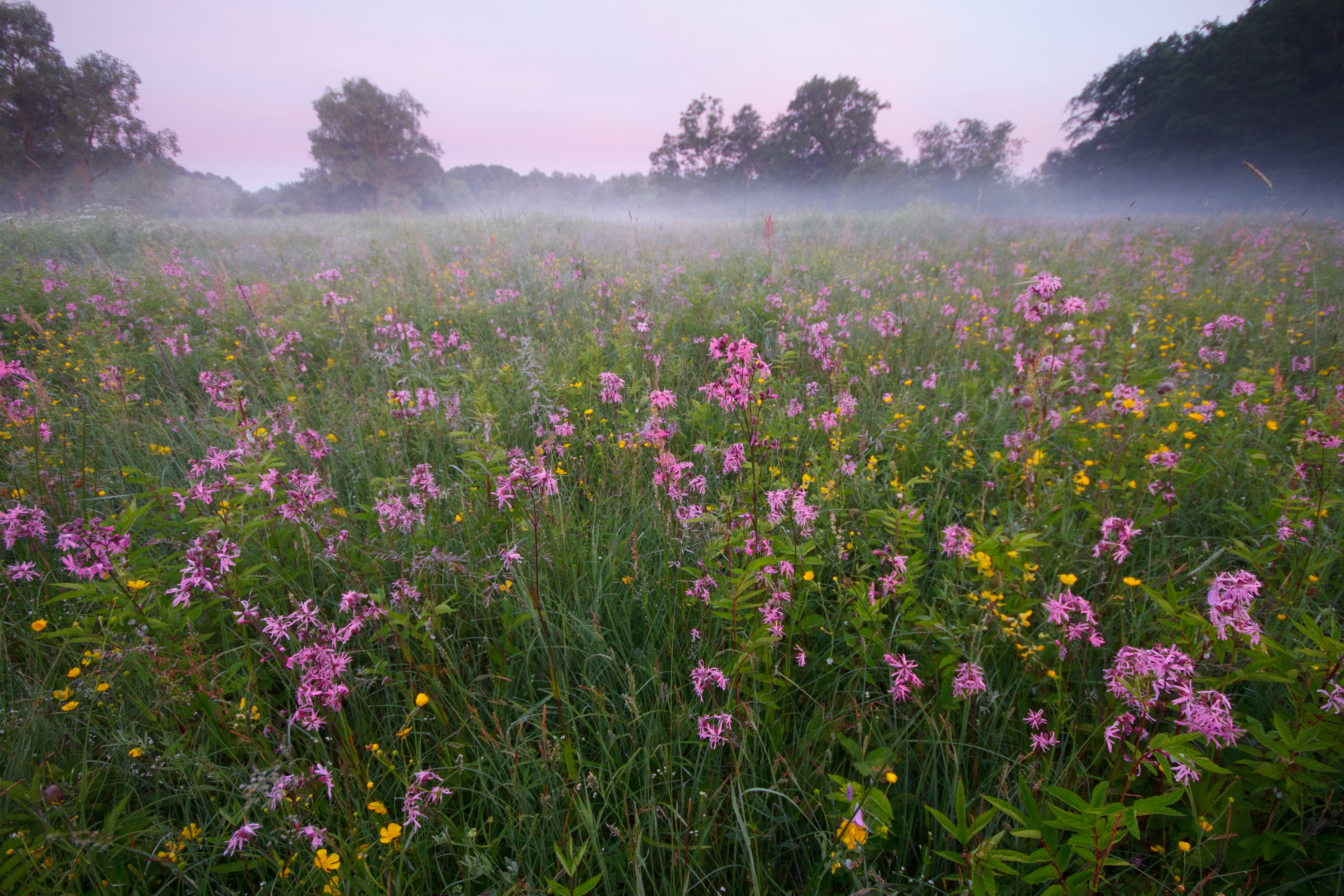
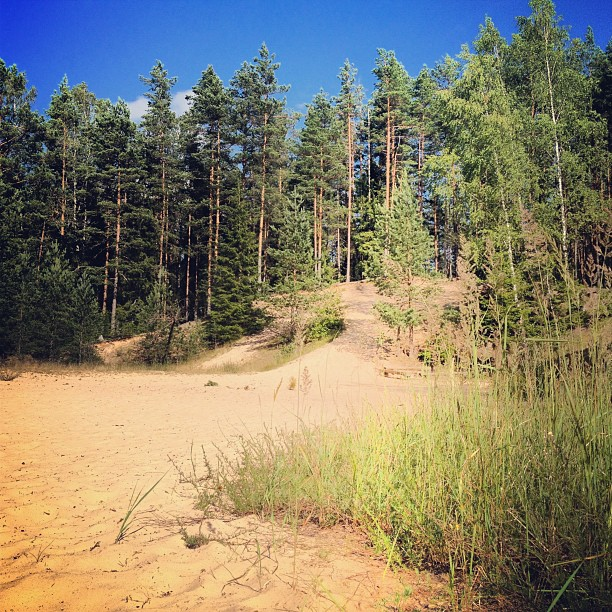
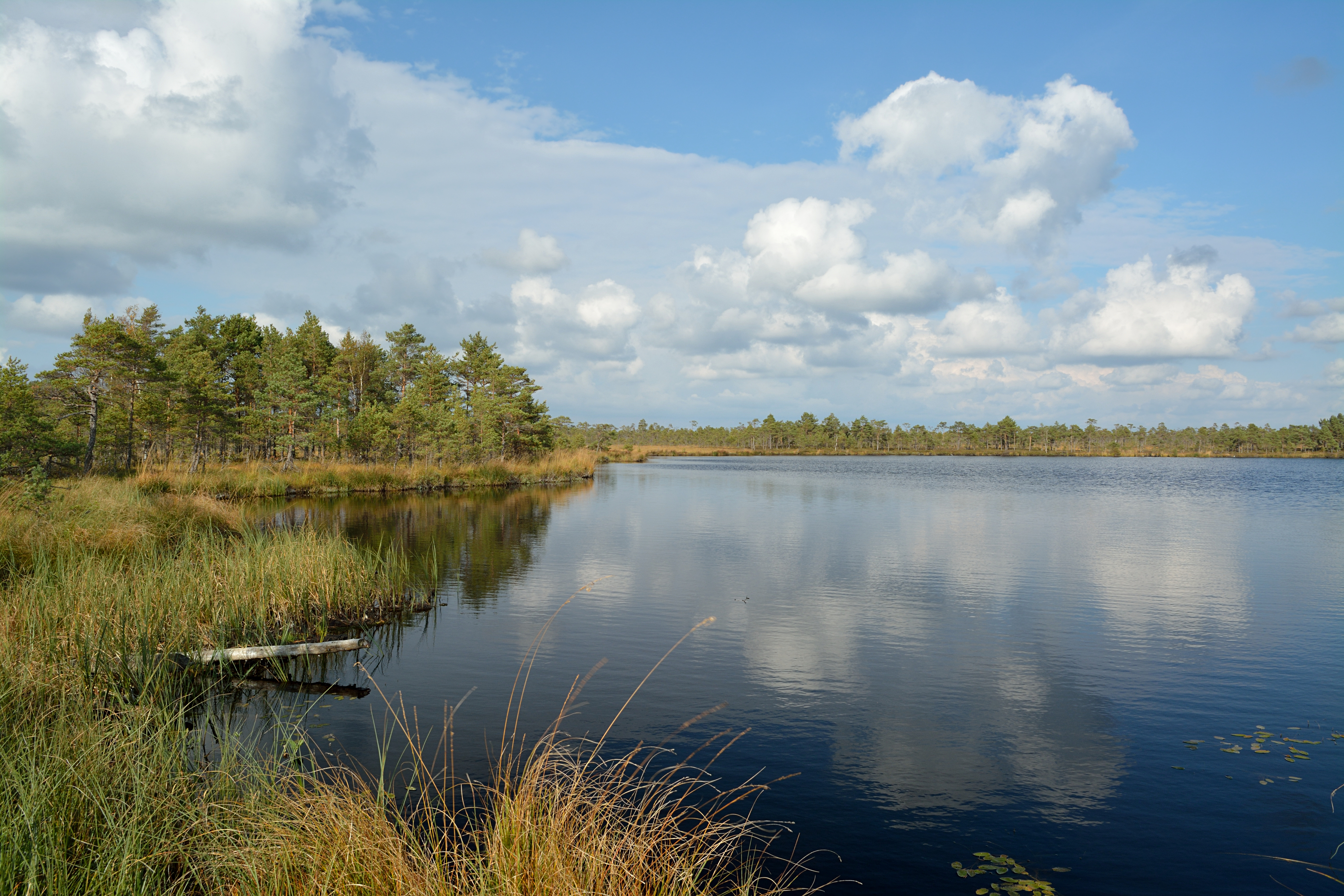